# Simsimiyya
La simsimiyya aussi appelée ṭambūra, tanpora ou tanburah, est un instrument de musique à cordes soudano-égyptien réapparu au début du XXe siècle.
C'est une variété de lyre jouée surtout du canal de Suez en Égypte jusqu'au Yémen mais qui est également retrouvée en Mer Rouge, en Jordanie, en Arabie saoudite et en Oman.
C'est aussi le nom d'un répertoire musical chanté avec cette lyre.

## Lutherie
La simsimiyya a une petite caisse de résonance en bois et un cadre où sont fixées entre 5 et 25 cordes en boyau à l'origine, mais de plus en plus, en métal, accordées en quinte selon le maqâm joué.

## Jeu
Elle se joue en égrenant les cordes comme sur une lyre, pour accompagner les chants populaires, les contes ou la danse orientale.

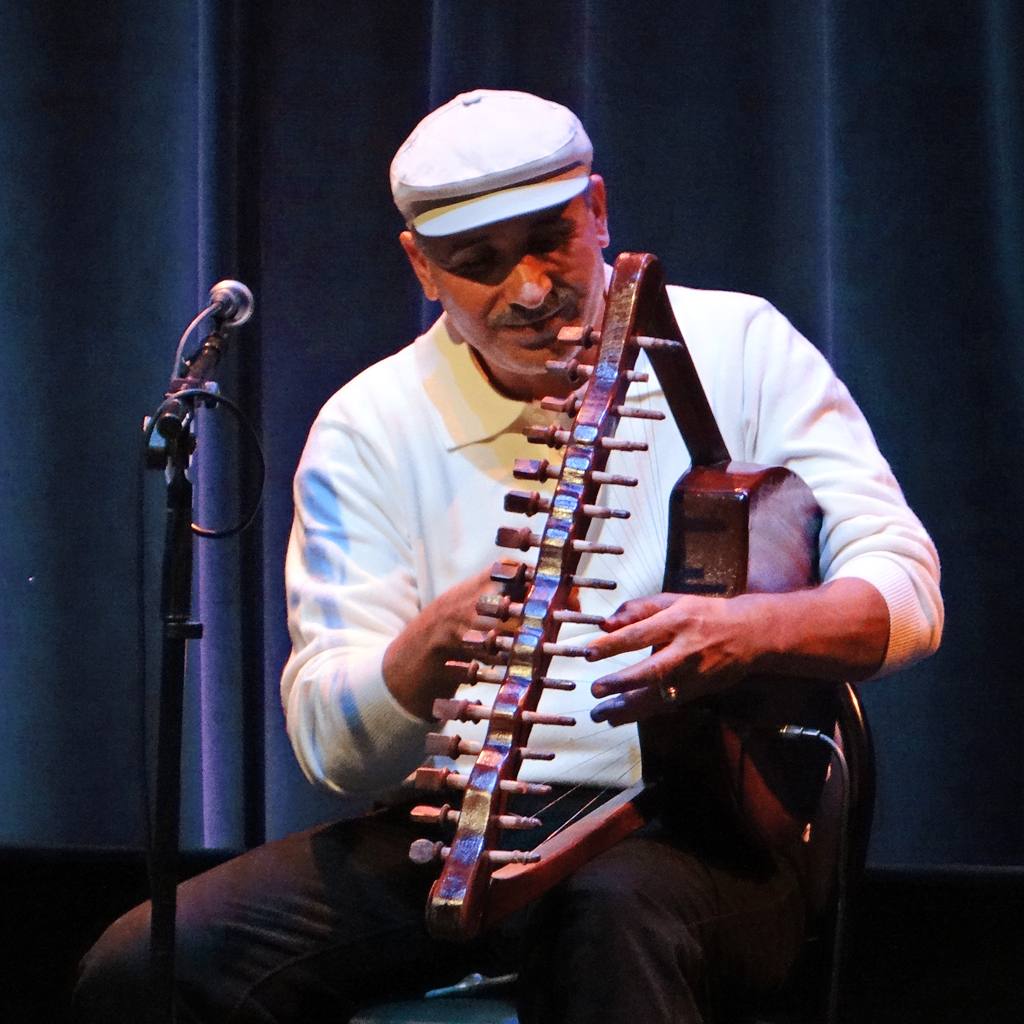
Joueur de simsimiyya[1].
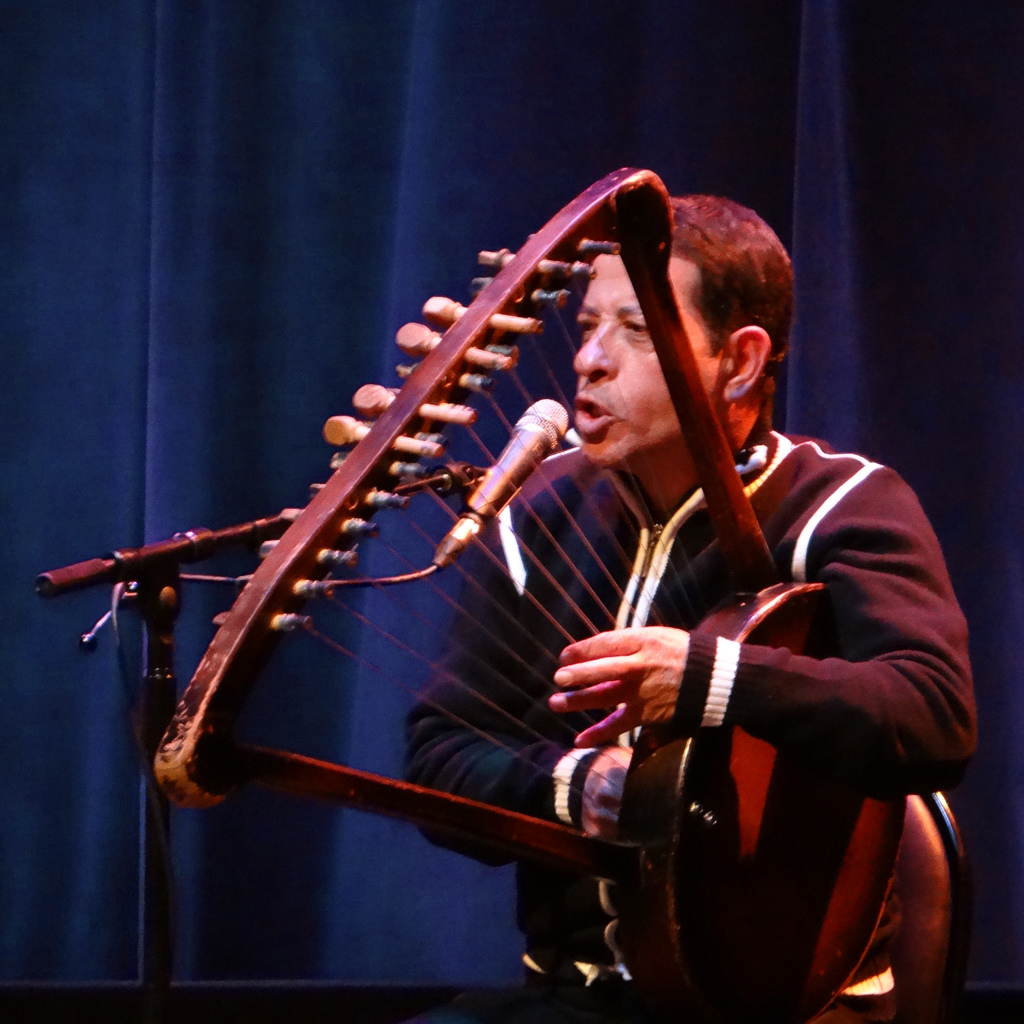
Joueur de simsimiyya[1].

## Protection
La semsemiah : fabrication et pratique musicale de l'instrument est inscrite sur la liste représentative du patrimoine culturel immatériel de l'humanité par l'UNESCO en 2024 à l'initiative de l'Arabie saoudite et de l'Égypte.